# Ocean Wisdom
Ocean Alexander Alouwishas Wisdom, noto professionalmente come Ocean Wisdom (Londra, 17 maggio 1993), è un rapper britannico.

## Biografia
Wisdom pubblica il suo singolo di debutto Walkin nel 2014 come artista indipendente. Nonostante il mancato riscontro commerciale, Walkin ottiene una forte attenzione da parte della critica specialistica per via della rapidità del suo rap, definito dal The Guardian "in grado di battere il record non ufficiale precedentemente detenuto da Eminem con Rap God". In seguito a questo risultato, nel 2015 l'artista firma un contratto discografico con la High Focus Records. Vengono dunque pubblicati altri singoli e, infine, l'album Chaos 93, edito nel 2016.
Nel 2018 pubblica il suo secondo album Wizville, che raggiunge la posizione 39 della classifica album britannica. L'album include collaborazioni con artisti come Dizzee Rascal, Method Man e Roots Manuva. Uno dei brani inclusi del progetto, Tom & Jerry, viene inserita nella colonna sonora del videogioco FIFA 19.
L'anno successivo fonda la sua etichetta discografica Beyond Measure, in collaborazione con il gruppo Warner Music. Tramite etichetta pubblica diversi singoli, tra cui una seconda collaborazione con Dizzee Rascal, nonché altri due album in studio: Big Talk, Vol. 2 (2019) e Stay Sane (2021). Nel 2020 collabora con il rapper italiano Nitro nel brano MURDAMURDAMURDA. Nel 2022 collabora con Rag'n'Bone Man nel singolo Circles.

## Discografia

### Album
- 2016 – Chaos 93
- 2018 – Wizville
- 2019 – Big Talk, Vol. 1
- 2021 – Stay Sane

### Singoli
- 2014 – Walkin'
- 2015 – Splittin' the Racket
- 2016 – Snakes & Blaggers
- 2016 – One Take
- 2016 – High Street
- 2017 – Eye Contact
- 2017 – Brick or Bat
- 2018 – Don
- 2018 – Ting Dun (feat. Method Man)
- 2018 – Revvin' (feat, Dizzee Rascal)
- 2019 – 4AM
- 2019 – Blessed (feat. Dizzee Rascal)
- 2019 – Breathin' (feat. P Money)
- 2020 – Drilly Rucksack
- 2020 – Don't Be Dumb (feat. Dizzee Rascal)
- 2021 – Uneven Lives (feat. Maverick Sabre)
- 2021 – Shorty Gud

### Collaborazioni
- 2020 – MURDAMURDAMURDA (Nitro feat. Ocean Wisdom)
- 2022 – Circles (Rag'n'Bone Man feat. Ocean Wisdom)